# Wolfgang Schenck (Schauspieler)
Wolfgang Schenck am Bochumer Schauspielhaus 1972

Link zum Bild

Wolfgang Schenck (* 22. November 1934; † 2. Mai 2024) war ein deutscher Schauspieler, Hörspielsprecher, Hörspiel- und Theaterregisseur.

## Leben
Schenck begann seine Schauspielkarriere 1957 als Mitglied der Theatergruppe Niederdeutsche Bühne Bremen am Waldau-Theater. Gegen Mitte der 1960er-Jahre wechselte er auf Betreiben des dortigen Intendanten Kurt Hübner an das Theater am Goetheplatz. Dort arbeitete er erstmals mit Peter Zadek, Johannes Schaaf und Rainer Werner Fassbinder zusammen und gab in der Uraufführung des Bühnenstücks Bremer Freiheit die Rolle des Gottfried. Diese übernahm er 1972 auch in Fassbinders gleichnamiger Fernsehadaption. Zwischenzeitlich war er ans Schauspielhaus Bochum gewechselt, wo er an der Seite von Hanna Schygulla und unter Fassbinders Regie die Titelrolle in Liliom spielte. 
Schenck war in zahlreichen Film- und Fernsehproduktionen Fassbinders zu sehen, unter anderem als Franz in der fünfteiligen Fernsehserie Acht Stunden sind kein Tag, als Franz Hahn in Welt am Draht und als Baron von Instetten in Fassbinders Verfilmung von Fontanes Effi Briest; zuletzt spielte er eine Gastrolle in Fassbinders Berlin Alexanderplatz. Zu seiner weiteren Film- und Fernsehtätigkeit zählen Gastrollen in Fernsehserien wie Tatort, Polizeiruf 110 und Das Duo sowie die Filmkomödie Mau Mau. 
Als Schauspieler und Regisseur war er seit 1986 wiederholt am Ohnsorg-Theater tätig, an dem auch sein älterer Bruder Jochen Schenck seit 1956 tätig war. Vor allem beim SR und NDR war er zusammen mit seiner Frau Liesel Staats umfangreich als Hörspielsprecher und -regisseur tätig.

## Filmografie (Auswahl)
- 1968: Vier Stunden von Elbe 1
- 1972: Bremer Freiheit
- 1972/73: Acht Stunden sind kein Tag
- 1973: Die Zärtlichkeit der Wölfe
- 1973: Welt am Draht
- 1974: Fontane Effi Briest
- 1974: Martha
- 1980: Berlin Alexanderplatz
- 1986: Tatort: Aus der Traum (Fernsehreihe)
- 1987: Sierra Leone
- 1987: Großstadtrevier
- 1988: Die letzte Fahrt der San Diego
- 1992: Mau Mau
- 1993: Adelheid und ihre Mörder (Fernsehserie, eine Folge)
- 1995: Stubbe – Von Fall zu Fall (Fernsehserie, eine Folge)
- 1995: Rosa Roth – Lügen (Fernsehreihe, Folge 2)
- 1997: Tatort: Inflagranti
- 1997: Tatort: Mord hinterm Deich
- 1999: Tatort: Die apokalyptischen Reiter
- 1999: Polizeiruf 110: Über den Dächern von Schwerin (Fernsehreihe)
- 2000: Polizeiruf 110: Die Macht und ihr Preis
- 2001: Küstenwache (Fernsehserie, eine Folge)
- 2002: Polizeiruf 110: Memory
- 2006: Das Duo: Auszeit (Fernsehserie)
- 2006: Tatort: Stille Tage

## Hörspiele (Auswahl)
- 1968: Georges Perec: Die Maschine – Regie (Hörspiel – SR/WDR)
- 1968: Edgar Lee Masters: Die Toten von Spoon River – Regie (Hörspiel – SR)
- 1969: Georges Perec: Wucherungen – Regie (Hörspiel – SR/WDR)